# Kids Incorporated
Kids Incorporated, también conocido como Kids Inc., fue un programa de televisión infantil estadounidense. Fue en gran parte un programa orientado a los jóvenes con actuaciones musicales como parte integral de una historia. El show salió al aire desde 1984 hasta 1994. Los reestrenos se transmitieron por Disney Channel hasta 1996.

## Argumento
La serie gira en torno a un grupo de niños y adolescentes que realizan su propio grupo de rock, Kids Incorporated. Ellos luchan para hacer frente a diversos conflictos, mientras tocan regularmente en un antiguo club local musical (ahora lugar de reunión para niños) llamado The P* lace (llamado "The Malt Shop" en el episodio piloto de 1983). En un principio había sido nombrado The Palace y había sido un teatro en el que, supuestamente, los grandes nombres del mundo del entretenimiento, tales como Elvis Presley y Frank Sinatra, una vez habían actuado. Pero la primera "a" en el anuncio se quemó y nunca fue reemplazada. Nunca se explicó cómo el grupo financió o se benefició de sus actuaciones, pero el espectáculo no tenía como objetivo absolutamente nada en el marco estricto del realismo. Las acciones del programa involucraron muchas veces elementos de fantasía, como la reunión de la banda con un robot (Temporada 1, Episodio 10), una princesa fugitiva (Temporada 1, Episodio 6) e incluso una bicicleta mágica  (Temporada 1, Episodio 17). Además de las actuaciones del grupo en el escenario, la banda solía cantar cuando estaban fuera del escenario (al igual que en un musical).
La ciudad en la que se encontraba The P*lace nunca fue revelada. La escuela que se muestra en el programa se denominaba PS, y más tarde, la Escuela Pública 127. En un episodio de la primera temporada (Episodio 20 (1984) Temporada 1), el P*lace estuvo a punto de ser demolido, pero se guardó como Monumento Histórico Nacional.

## Reparto y personajes
El elenco de Kids Incorporated se componía en su mayoría de niños y adolescentes. Los únicos miembros adultos coprotagonistas recurrentes del elenco fueron Michael Lewis ("Michael", en el único episodio piloto), Moosie Drier ("Riley", 1984-1988), Sean O'Riordan ("Flip", 1989-1992) y Dena Burton ("Dena", 1993-1994), quienes interpretaron a los dueños de The P*lace. Michael Lewis interpretó al dueño de "The Malt Shop" (el predecesor de "The P * lace") en el piloto. Los padres rara vez o bien aparecieron en el programa o fueron mencionados en algunos episodios. El elenco de las nueve temporadas aparece de la siguiente manera:
| Miembros del elenco/Nombre de los personajes | Año(s)    | Temporadas | Temporadas | Temporadas | Temporadas | Temporadas | Temporadas | Temporadas | Temporadas | Temporadas |
| Miembros del elenco/Nombre de los personajes | Año(s)    | 1          | 2          | 3          | 4          | 5          | 6          | 7          | 8          | 9          |
| -------------------------------------------- | --------- | ---------- | ---------- | ---------- | ---------- | ---------- | ---------- | ---------- | ---------- | ---------- |
| Stacy "Fergie" Ferguson (Stacy)              | 1984-1989 |            |            |            |            |            |            | -          | -          | -          |
| Moosie Drier (Riley)                         | 1984-1988 |            |            |            |            |            | -          | -          | -          | -          |
| Rahsaan Patterson (The Kid/Kid)              | 1984-1987 |            |            |            |            | -          | -          | -          | -          | -          |
| Renee Sands (Renee)                          | 1984-1987 |            |            |            |            | -          | -          | -          | -          | -          |
| Marta "Martika" Marrero (Gloria)             | 1984-1986 |            |            |            | -          | -          | -          | -          | -          | -          |
| Jerry Sharell (Mickey)                       | 1984      |            | -          | -          | -          | -          | -          | -          | -          | -          |
| Ryan Lambert (Ryan)                          | 1985-1988 | -          |            |            |            |            | -          | -          | -          | -          |
| Richard Shoff (Richie)                       | 1987-1989 | -          | -          | -          |            |            |            | -          | -          | -          |
| Connie Lew (Connie)                          | 1987-1988 | -          | -          | -          |            |            | -          | -          | -          | -          |
| Kenny Ford (Kenny)                           | 1988-1992 | -          | -          | -          | -          |            |            |            |            | -          |
| Devyn Puett (Devyn)                          | 1988-1989 | -          | -          | -          | -          |            |            | -          | -          | -          |
| Sean O'Riordan (Flip)                        | 1989-1992 | -          | -          | -          | -          | -          |            |            |            | -          |
| Jennifer Love Hewitt (Robin)                 | 1989-1991 | -          | -          | -          | -          | -          |            |            | -          | -          |
| Anastasia Horne (Ana)                        | 1991-1994 | -          | -          | -          | -          | -          | -          |            |            |            |
| Haylie Johnson (Haylie)                      | 1991-1994 | -          | -          | -          | -          | -          | -          |            |            |            |
| Eric Balfour (Eric)                          | 1991      | -          | -          | -          | -          | -          | -          |            | -          | -          |
| Nicole Brown (Nicole)                        | 1992-1994 | -          | -          | -          | -          | -          | -          | -          |            |            |
| Jared Delgin (Jared)                         | 1992      | -          | -          | -          | -          | -          | -          | -          |            | -          |
| Charlie Brady (Charlie)                      | 1993-1994 | -          | -          | -          | -          | -          | -          | -          | -          |            |
| Dena Burton (Dena)                           | 1993-1994 | -          | -          | -          | -          | -          | -          | -          | -          |            |
| Anthony Harrell (Anthony)                    | 1993-1994 | -          | -          | -          | -          | -          | -          | -          | -          |            |

## El grupo
Los miembros de Kids Incorporated tenían edades desde ocho hasta diecisiete. Desde las temporadas 4 y 5 (1987 a 1988) había seis miembros del grupo (tres de cada sexo); en las temporadas 1 a 3 y 6 a 9 (1984-1986 y 1989 a 1994), la banda siempre se componía de tres niñas y dos niños.
Los personajes de la serie por lo general llevan los nombres de los actores que los interpretaron (por ejemplo, los personajes de Stacy y Renee también fueron nombrados "Stacy" y "Renee"). Sin embargo, en algunos casos, los nombres se acortaron (Anastasia Horne se convirtió en "Ana"), y en otros casos fueron completamente reemplazados. Por ejemplo, el personaje de  Marta "Martika" Marrero fue nombrado "Gloria", mientras que el personaje de Jerry Sharell fue nombrado "Mickey" y el personaje de Jennifer Love Hewitt fue llamado "Robin". Rahsaan Patterson fue llamado "The Kid" y su nombre real no se reveló como Rahsaan hasta bien entrada la serie - temporada 4, de 1987, que iba a ser su última temporada - aunque guiones siguieron refiriéndose a él como "The Kid" independientemente. Rara vez se mencionan los apellidos.
Los actores salieron de la serie cuando "caducan" de sus papeles como niños. Las desapariciones de algunos actores, como Jerry Sharell, Martika, Renee Sands y Rahsaan Patterson, fueron escritos en el guion. Sin embargo, después de la 5 ª temporada los personajes fueron reemplazados sin comentarios, como las desapariciones de Robin, Kenny, Devyn, Connie, Stacy, Richie, Eric, Jared, y Ryan.
Mientras ella estaba en "Kids Incorporated", Stacy finalmente pasó de ser la miembro más joven hasta la más vieja (según su edad y por el número de temporadas que permaneció en la serie). Moosie Drier fue parte del elenco durante cinco temporadas; Renee Sands, Rahsaan Patterson, Ryan Lambert, y Kenny Ford estuvieron en el programa durante cuatro temporadas cada uno. Varios de los otros artistas, sin embargo, como Eric Balfour, Jared Delgin y Jerry Sharell, dejaron el programa después de sólo una temporada; La partida de Sharell se decía que era debido a diferencias creativas con los productores Thomas W. Lynch y Gary Biller. En particular, no estaba contento con la frecuencia de extrañas y extravagantes líneas argumentales de la serie.
Para muchos de los miembros del reparto, Kids Incorporated fue el inicio de una fructífera carrera en la industria del entretenimiento. En la actualidad, el caso más visible es Stacy Ferguson, una exmiembro del trío pop Wild Orchid que tocó con el grupo ganador del Premio Grammy The Black Eyed Peas, así como disfrutó de una carrera solista muy exitosa. Otros que han visto el éxito en el campo de la música y la actuación son Marta "Martika" Marrero  ("Toy Soldiers"), Mario Lopez, Eric Balfour, Jennifer Love Hewitt, quien fue acreditada simplemente como "Love Hewitt",  y Ryan Lambert.

## Músicos y bailarines
Como apoyo a los cantantes de la banda, había un conjunto de cinco jóvenes bailarines. Los bailarines no estaban en el piloto (1983). Estos miembros del reparto aparecieron en escenas de fondo en The P*lace; También realizaron rutinas coreografiadas y servían como cantores y músicos de respaldo (pretendiendo tocar) durante las presentaciones de la banda.
En general, los bailarines eran periféricos a las historias; en las acciones de los episodios casi nunca se los incorporó. (Por lo menos en un episodio, a su "baterista", Mario Lopez). Sin embargo, durante la Temporada 1 (1984), la bailarina Wendy Brainard apareció como cantante invitada para interpretar el hit de Corey Hart "It Ain't Enough" y la canción de Donna Summer Dim All the Lights y regresó a la serie como estrella invitada para interpretar un instructor de baile en la temporada 8 (1992). Además, a lo largo de los años, más de doce de los bailarines se les dio papeles en varios episodios.
El bailarín de más larga duración en el elenco Kids Incorporated fue Angella Kaye, quien apareció en el programa durante siete años, de 1986 a 1992. Otros bailarines en la serie incluyen a la cantante Shanice Wilson ("I Love Your Smile"), el actor Mario López, y el coreógrafo y bailarín Darren Lee.
- Charon Aldredge (Tecladista) – 1991–1994
- Chad Anderson (Bailarín) - 1985-1986
- Kenneth "Ken" Arata (Tecladista/Guitarrista) – 1993-1994
- Wendy Brainard – 1984–1986, bailarina invitada en el episodio  "On Your Toes" (1992)
- Dee Caspary (Guitarrista/Tecladista) – 1987–1988
- Joseph Conrad (Tecladista/Guitarrista/Baterista) – 1989-1990
- Nicole Cropper (Percusionista/Guitarrista en la temporada 5) – 1987–1988
- Kimberly Duncan (Tecladista/Baterista en la temporada 6) – 1988–1990
- Brian Friedman (Guitarrista/Baterista) – 1991–1994
- Andre Fuentes (Tecladista/Guitarrista) – 1993-1994
- Stephanie González (Cantante/Bailarina) (1992–1994)
- Leslie Grossman (Bailarina) (1992–1994)
- Aaron Hamilton (Guitarrista) – 1984-1985
- Angella Kaye (Bailarina) – 1986-1992
- Jennifer King (Tecladista) – 1991–1992
- Leilani Lagmay (Tecladista/Guitarrista/Claves) – 1989-1990
- Darren Lee (Guitarrista) – 1985–1986
- Mario Lopez (Baterista/Rapero/Corista) – 1984–1986
- Danielle Marcus-Janssen (Tecladista/Baterista) – 1991–1994
- Challyn Markray (Tecladista/Claves) – 1987
- Anthony "Tony" Perrin (Guitarrista/Baterista) – 1991–1992
- Brian Poth (Claves/Guitarrista/Percusionista/Baterista) – 1987–1988
- Carletta Prince (Claves/Tecladista) – episodes 15-26 (1984-1985)
- Rey-Phillip Santos (Bailarín) - 1984-1985
- Tiffany Robbins (Tecladista/Guitarrista) – 1989-1990
- Cory Tyler (Tecladista/Claves/Guitarrista/Baterista) – 1989-1990
- Gina Marie Vinaccia (temporada 2-3 tecladista/4-5 Percusionista/5 Guitarrista) – 1985–1988
- Andrea Paige Wilson - 1984-1986
- Shanice Wilson (Tecladista/Corista) - episodes 1-14 (1984)
- Anastasia Horne como Ana (Palmas/Miembro de la audiencia) - 1984-1985

## Estrellas invitadas
Las estrellas invitadas en Kids Incorporated incluyeron tanto a las celebridades como a los recién establecidos. Florence Henderson (1992), Gwen Verdon, Kathy Johnson, Barry Williams, Billy Blanks, David Hasselhoff, John Franklin, Ryan Bollman, Brian Robbins y Ruth Buzzi estuvieron entre las estrellas que aparecieron en el programa, así como jóvenes actores, incluidos Brittany Murphy (1992), Andrea Barbero (1986?), Scott Wolf, Jason Hervey, Jeff Cohen y Katie Barberi.

## Música
La música fue una parte integral de Kids Incorporated, y cinco canciones fueron incluidas en cada episodio. Los espectáculos de variedades musicales se centraron sobre un número de diferentes géneros establecidos de la década de 1960 en adelante. Si bien estas cifras se realizan generalmente en el escenario en el contexto de un concierto The P*lace, fueron también usados a veces para ilustrar el monólogo o el conflicto interno de un personaje. Las responsabilidades vocales eran compartidos por los cinco (o seis) cantantes; a cada miembro del reparto se le dio la oportunidad de interpretar temas destacados en solitario a lo largo de la temporada.
Cada episodio consistió en un número original y por lo general cinco pregrabadas canciones de artistas reconocidos. Los artistas y canciones oscilaban entre los años 1950 y 1990. Las canciones originales fueron escritas por los compositores a sueldo del espectáculo. Dependiendo del año los compositores eran Michael Cruz, Andrew R. Powell, Craig Sharmat y otros.
Debido a la edad tanto de los artistas intérpretes o ejecutantes, letras con contenido objetable fueron editadas generalmente fuera de las canciones y se sustituyeron con un lenguaje más apropiado. Sin embargo, se llevaron a cabo de vez en cuando canciones como estaban escritas, letras libre geramente objetables se mantuvieron sin cambios. Ejemplos de canciones censuradas que fueron presentadas en la serie incluyen "Into the Groove" de Madonna (1985), "Dancing with Myself" de Billy Idol (1989), "Seven Wonders" de Fleetwood Mac (1988), "Prove Your Love" de Taylor Dayne (1988), y "Smooth Criminal" de Michael Jackson (1989).

## Producción
El piloto original para Kids Incorporated fue producido en 1983 y sus creadores fueron Thomas W. Lynch y Gary Biller. 
La serie no fue emitida por una importante red, pero, distribuida por MGM / UA Entertainment Co. Televisión, comenzaron una re difusión web en el otoño de 1984. Los cuatro miembros del reparto original, Stacy Ferguson, Marta Marrero, Renee Sands y Jerry Sharell, se unieron a Rahsaan Patterson y una compañía de cinco bailarines.
En la emisión web, la serie fue emitida por lo general el martes o los domingos por la noche; esto, por supuesto, depende de las decisiones tomadas por las estaciones de televisión locales. Por ejemplo, KTRV en Boise, Idaho emitió el espectáculo en primera el martes, luego sábados por la noche a las 6:30 PM, mientras que la WNBC en Nueva York la emitió por primera vez los domingos a las 13:00 y luego se trasladó de nuevo a 9:00 AM . KPTV en Portland, Oregon emitió por primera vez el programa en las mañanas de sábado a las 10:30 AM, luego se trasladó de nuevo a 9:30 AM. Los intervalos de tiempo afectaron los raitings, y KI se canceló el 26 de diciembre de 1985. Los reestrenos se emitieron en CBN (ahora ABC Family) desde 1985 hasta 1986.
Fue debido a las valoraciones positivas que la CBN volvió a emitir la serie en el verano de 1986, a Kids Incorporated se le dio una segunda oportunidad cuando Disney Channel adquirió los derechos de la serie. Se reanudó la producción con el mismo elenco, y los nuevos episodios comenzaron a transmitirse el 3 de noviembre de 1986.
Después de que se filmó la sexta temporada (1989), Kids Incorporated fue puesto en pausa durante un año, tiempo durante el cual la mayoría del reparto se trasladó a otros proyectos o "caducaron". Los únicos artistas que fueron invitados a volver al programa en el año 1991 cuando se reanudó la producción fueron Kenny Ford y Love Hewitt.
Los recortes presupuestarios y la expiración del contrato de arrendamiento de Disney con MGM impulsaron otro cancelación en 1993, después de que habían sido filmadas sólo diez episodios de la Temporada 9. El último episodio de esta temporada, que se emitió el 9 de enero de 1994, resultó ser el final de la serie. En el verano de 1995, cuando el espectáculo estaba programado para reanudar la producción, la mayoría de los miembros del reparto se estaban graduando de la escuela secundaria o la universidad, o se iban a casar, y por consiguiente ya no se podía sostener la imagen de Kids Incorporated como resultado. Por lo tanto, el espectáculo no continuó.
El formato del programa habría cambiado, dando a las canciones menor importancia y colocándolas en las pausas en la acción principal del argumento. Algunos guiones propuestos no tenían canciones en absoluto. Además, el rodaje de la serie se habría movido de Los Ángeles a Vancouver , Canadá. Había una oferta creada para el nuevo proyecto Kids Incorporated en Los Angeles y Nueva York, pero nunca llegó a buen término.
Después de su cancelación por defecto, Kids Incorporated continuó siendo emitido en las repeticiones en el canal de Disney hasta 1996.
Kids Incorporated fue filmada en Hollywood Center Studios en California durante toda su carrera.

## Productores
A lo largo de su historia, varios productores y productoras se asociaron con Kids Incorporated, incluyendo K-tel Entertainment, Lynch-Biller Productions (más tarde conocida como Lynch-Biller  Entertainment), RHI Entertainment y MGM Television (también conocido como MGM-Pathé). Hal Roach Studios / Qintex , el estudio responsable de los cortometrajes de la serie La Pandilla   de también estuvo implicado con la serie

## Mercancía
El piloto de 1983 nunca fue mostrado en la televisión; Sin embargo, en 1985 se lanzó en formato VHS con el título Kids Incorporated: The Beginning. Con el fin de incluir al miembro del reparto Rahsaan Patterson , quien se unió a la serie después de que el piloto comenzara a ser filmado, una nueva historia fue editada en la película. Su personaje "The Kid" fue representado como el nuevo chico en la ciudad, que era muy tímido y con miedo a una audición para la banda. También reveló los orígenes del grupo Kids Incorporated. Las escenas de Patterson se filmaron en 1984, y fueron editadas con las de 1983, del resto del reparto.
Dos videos adicionales de KI fueron publicados en 1985, titulados ChartBusters y The Best of Kids Incorporated. Mientras que la serie se encontraba todavía en la emisión web, cuatro álbumes también fueron publicados, siendo titulados:
- Kids Incorporated (1983)
- Kids Incorporated (1984)
- Kids Incorporated: The Chart Hits (1985)
- Kids Incorporated: New Attitude (1985)

Al menos dos de estos registros fueron discos de platino. Más álbumes no fueron lanzados cuando el espectáculo se trasladó a Disney porque la empresa que los producía, K-Tel Records, se declaró en bancarrota en la misma época.

## Versiones internacionales

### Japón
Una adaptación japonesa original de Kids Incorporated, titulada Stars , se emitió  de 1999 a 2001. Entre 13 y 26 episodios fueron filmados en cada una de las tres temporadas de la serie. Una segunda versión, Stars2 , estaba programada para estrenarse en MBS en el verano de 2007. Ambos espectáculos fueron producidos por Toei y coproducido por Sunrise Studios.
Además, la versión original estadounidense, doblada al japonés, se emitió en la red MBS hasta 2001.

### Nueva Zelanda
La versión original de Nueva Zelanda, High Life, comenzó la producción en 1990. Corría periódicamente durante cinco temporadas, transmitiendo seis episodios por año, hasta 1995, cuando TVNZ-2 la canceló.

### Otros países
La serie original Kids Incorporated también fue vista en países como Alemania, Irak, Reino Unido, Islandia, los Estados Federados de Micronesia, Samoa, Australia y Nueva Zelanda.

## Premios y nominaciones
| Año  | Premiación                   | Categoría                                                                                         | Resultado | Actores nominados                                                                                     | Notas                                       |
| ---- | ---------------------------- | ------------------------------------------------------------------------------------------------- | --------- | --- | ------------------------------------------- |
| 1987 | Premios Young Artist de 1987 | Premio especial por mejor interpretación                                                          | Ganador   | Ryan Lambert Renee Sands Rahsaan Patterson Stacy Ferguson Marta "Martika" Marrero                     | —                                           |
| 1990 | Premios Young Artist de 1990 | Mejor interpretación juvenil en conjunto                                                          | Nominado  | Jennifer Love Hewitt Sean O'Riordan Stacy Ferguson Kenny Ford, Jr. Devyn Puett Richard Shoff          | —                                           |
| 1992 | Premios Young Artist de 1992 | Mejor conjunto juvenil en serie o espectáculo variado                                             | Nominado  | Eric Balfour Nicole Brown Jared Delgin Kenny Ford Jennifer Love Hewitt Anastasia Horne Haylie Johnson | —                                           |
| 1993 | Premios Young Artist de 1993 | Mejor interpretación juvenil en conjunto en una serie de televisión por cable o de baja audiencia | Ganador   | Eric Balfour Nicole Brown Jared Delgin Kenny Ford Jennifer Love Hewitt Anastasia Horne Haylie Johnson | —                                           |
| 1994 | Premios Young Artist de 1994 | Mejor interpretación juvenil en conjunto en una serie de televisión por cable o cancelada         | Ganador   | Eric Balfour Nicole Brown Jared Delgin Kenny Ford Jennifer Love Hewitt Anastasia Horne Haylie Johnson | —                                           |
| 1995 | Premios Young Artist de 1995 | Mejor interpretación juvenil en conjunto en una serie de televisión                               | Nominado  | Nicole Brown, Anthony Harrell, Haylie Johnson, Anastasia Horne, Dena Burton y Charlie Brady.          | Con la participación especial de Tom Guiry. |